# Campbellskarv
Campbellskarv (Leucocarbo campbelli) är en fågel i familjen skarvar inom ordningen sulfåglar, enbart förekommande på Campbellöarna utanför Nya Zeeland.

## Utseende och läte
Campbellskarven är en svartvit, medelstor skarv med en kroppslängd på 63 centimeter. Hals, huvud, nedre delen av ryggen, övergump och övre stjärttäckare är svarta med metallisk blå glans, medan hakan och undersidan är vita. De vita vingfläckarna syns som vingband på sittande fågel. Fötterna är rosa. Till skillnad från flera av sina släktingar saknar den vårtliknande flikar i ansiktet. Fågeln är i stort sett tyst, men under parningen yttrar hanen ett skällande läte.

## Utbredning och systematik
Campbellskarven förekommer i Campbellöarna utanför Nya Zeeland och ses födosöka inom 10 km från ögruppen. Den behandlas som monotypisk, det vill säga att den inte delas in i några underarter.

### Släktestillhörighet
Campbellskarven placerades tidigare ofta i släktet Phalacrocorax. Efter genetiska studier som visar på att Phalacrocorax består av relativt gamla utvecklingslinjer har det delats upp i flera mindre, varvid campbellskarv med släktingar lyfts ut till släktet Leucocarbo.

### Skarvarnas släktskap
Skarvarnas taxonomi har varit omdiskuterad. Traditionellt har de placerats gruppen i ordningen pelikanfåglar (Pelecaniformes) men de har även placerats i ordningen storkfåglar (Ciconiiformes). Molekulära och morfologiska studier har dock visat att ordningen pelikanfåglar är parafyletisk. Därför har skarvarna flyttats till den nya ordningen sulfåglar (Suliformes) tillsammans med fregattfåglar, sulor och ormhalsfåglar.

## Levnadssätt
Campbellskarven är helt havslevande. Den är ytterst sällskaplig och ses fiskande året runt i stora flockar. Fågeln häckar i otillgängliga kolonier med upp till 150 bon på klipphyllor eller i havsgrottor mellan september och mars. Högsta noterade åldern för arten är 13 år.

## Status och hot
Arten har ett mycket begränsat utbredningsområde och en världspopulation på endast 8000 individer, men populationen verkar stabil och det föreligger inga större hot mot arten i nuläget. Internationella naturvårdsunionen IUCN kategoriserar därför arten som sårbar. Varken råtta eller katt tros ha påverkat artens fortplantning, den senare troligen dessutom ej längre förekommande på Campbell Island. Antarktislabben har dock setts ta dess ägg.